# Neudietendorf
Neudietendorf ist ein Ortsteil der Landgemeinde Nesse-Apfelstädt im thüringischen Landkreis Gotha. Der Ort ist der Verwaltungssitz der Landgemeinde.

## Geografie
Neudietendorf liegt am Südrand des Thüringer Beckens im Tal der Apfelstädt. Im Ort mündet der aus Mühlberg kommende und durch mehrere Karstquellen gespeiste Weidbach in die Apfelstädt. Wenige Kilometer südwestlich des Ortes befindet sich das Burgensemble Drei Gleichen, dessen Burgen auf den Höhenzügen der Eichenberg–Gotha–Saalfelder Störungszone errichtet wurden.

## Geschichte

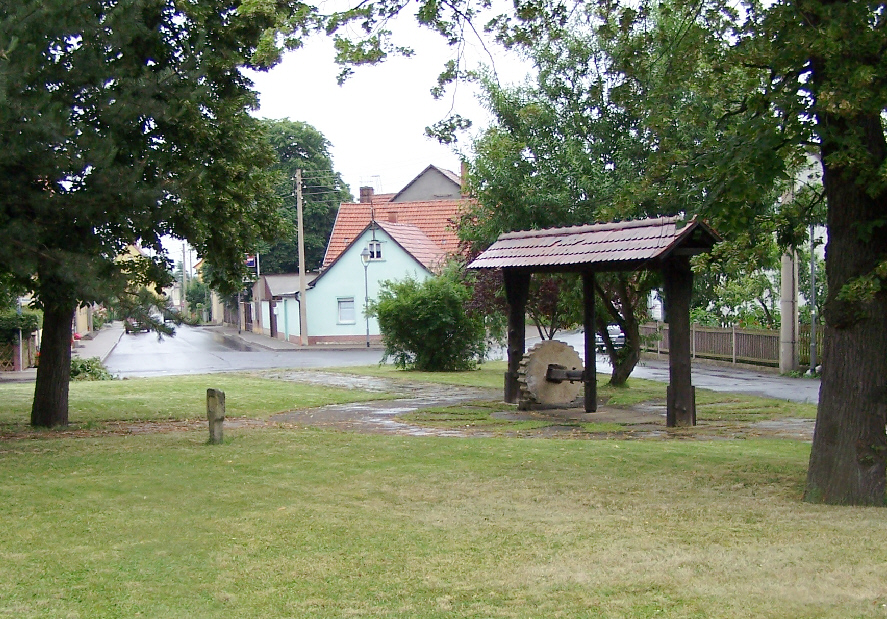
Der Waidmühlstein

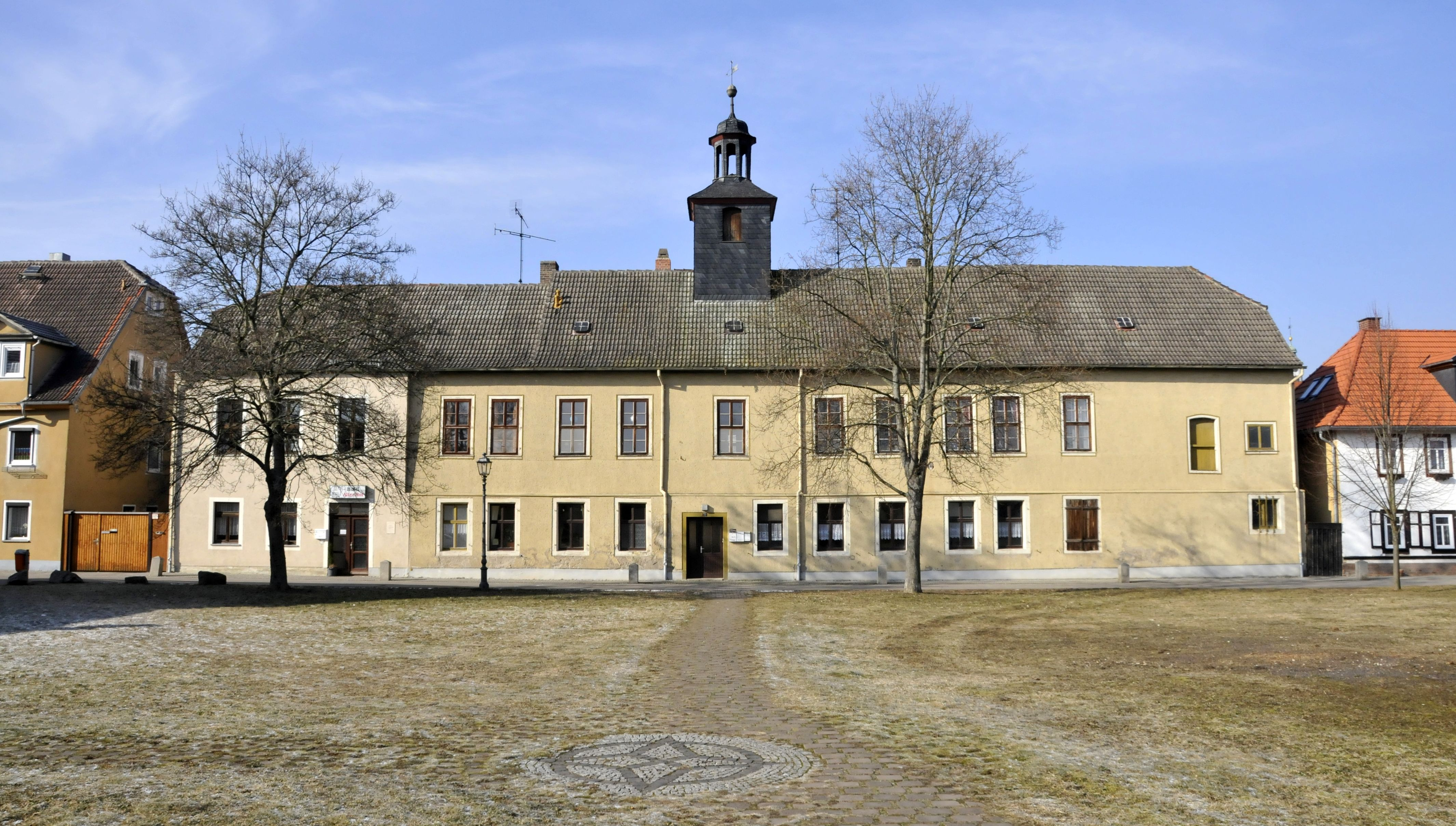
Das Hauptgebäude des Altenhofs

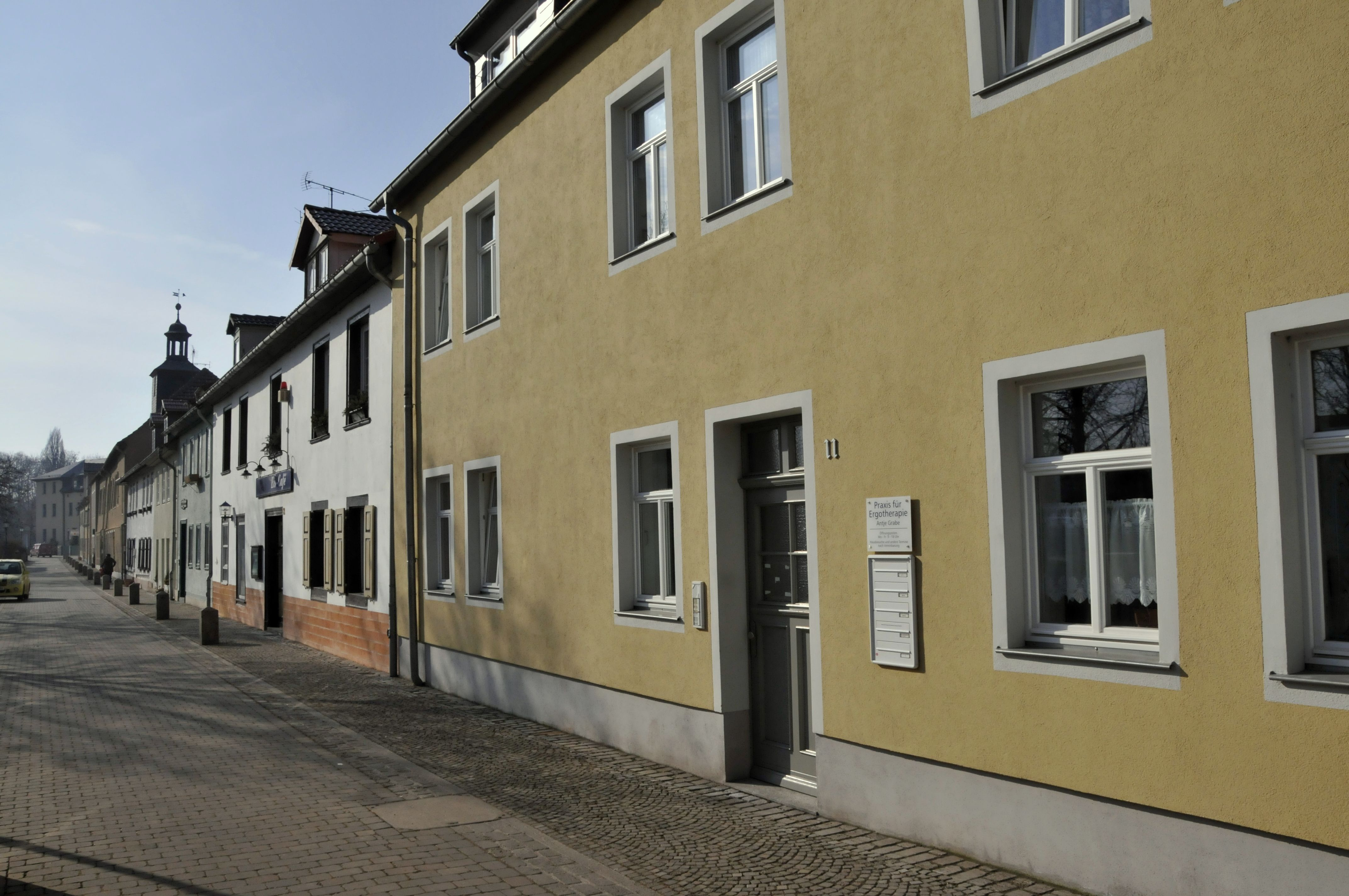
Die Gottersche Siedlung in der Zinzendorfstraße

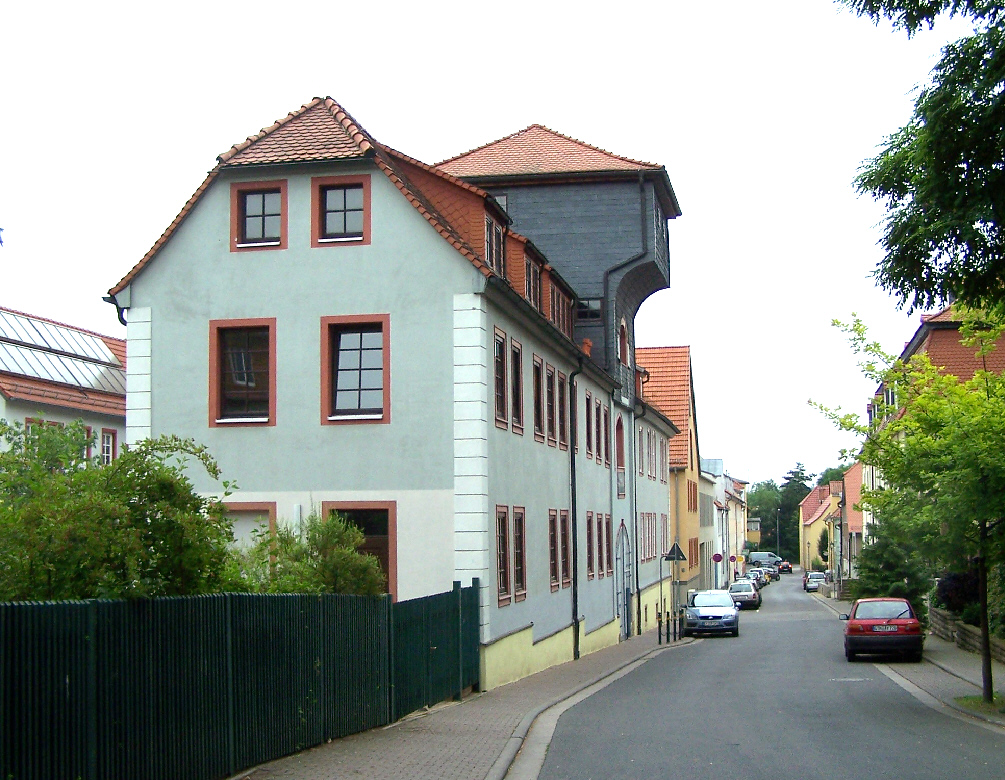
Eine Herrnhuter Manufaktur (ehem. Siegellackfabrik Lilliendahl, seit 15. Dez. 1998 Kita)

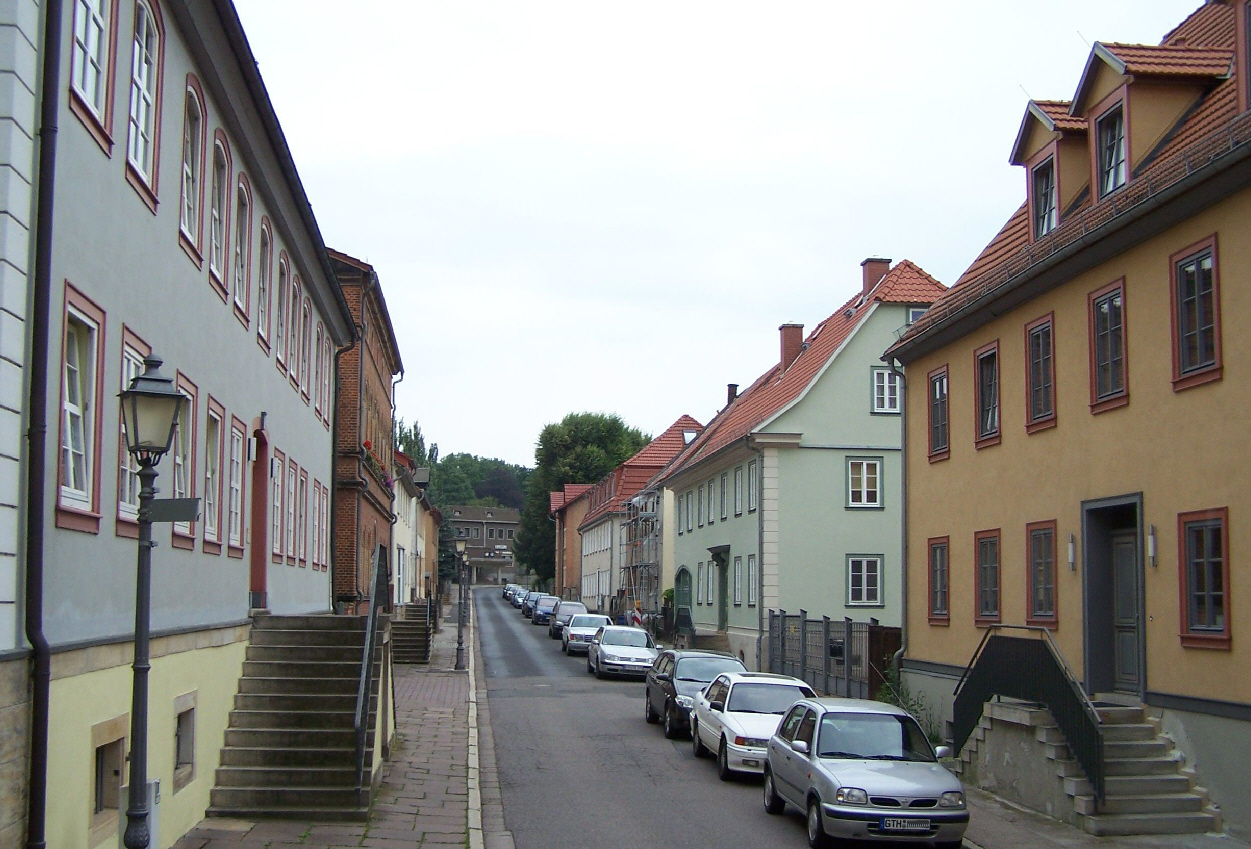
Die Bahnhofstraße

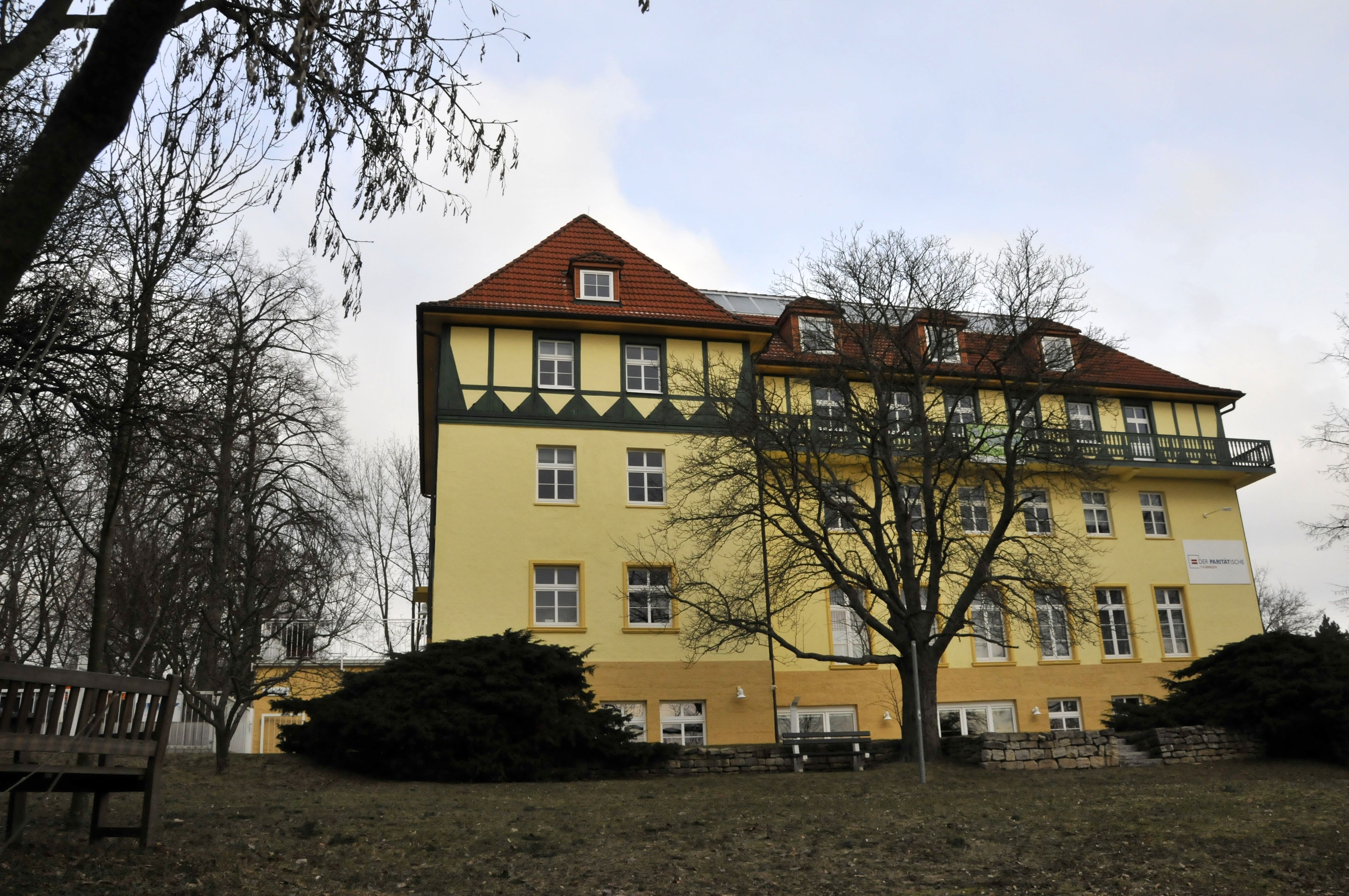
Haus des Paritätischen Wohlfahrtsverbandes

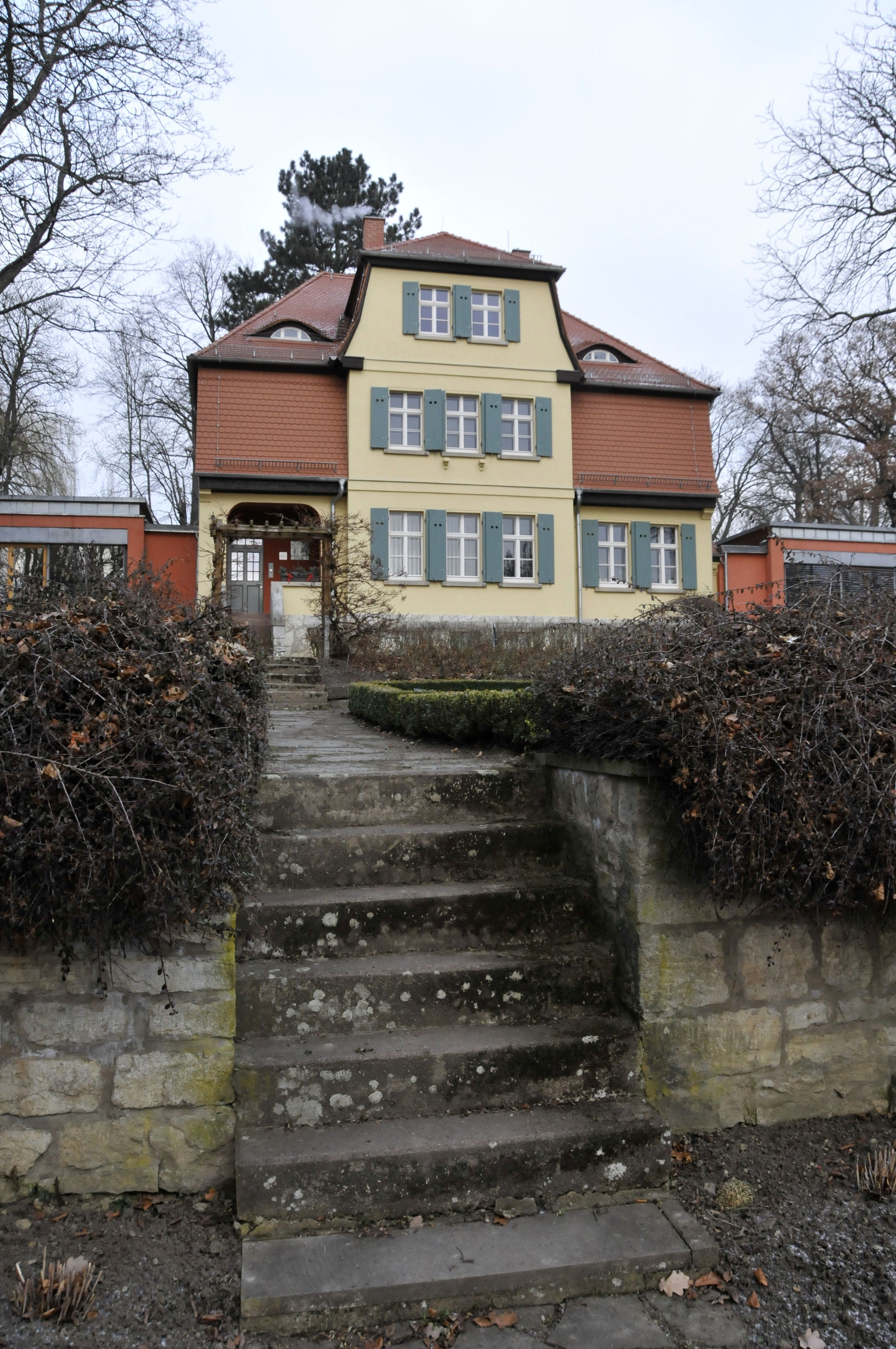
Krüger-Villa

### Ersterwähnung
Der Ort Dietendorf wurde als Ditendorp erstmals im Jahre 1147 in Verbindung mit dem Adelsgeschlecht von Dietendorf urkundlich erwähnt. Günther von Dietendorf und seine Söhne waren Zeugen bei einem Vertrag des Mainzer Erzbischofs Heinrich I. Felix von Harburg mit dem Kloster Ichtershausen.
Wichtig bei der Betrachtung der Bebauungsentwicklung von Dietendorf ist die Tatsache, dass die Apfelstädt früher einen anderen Verlauf hatte: Sie floss vom heutigen Feuerwehrgelände aus in nördlicher Richtung parallel zur heutigen Zinzendorfstraße, um dann südlich der heutigen Ingerslebener Straße nach Osten abzubiegen und wenige hundert Meter weiter in das Flussbett zu münden, in dem sie heute noch verläuft. Das Gebiet der Gartenstraße und des westlich davon liegenden heutigen Ortsteils sowie das Gelände der Gotter- und der Goethestraße waren südlich des Flusses und somit auf Dietendorfer Flur. So wundert es nicht, dass dieses Gelände bei heftigem Hochwasser besonders betroffen ist.

### Mittelalter
Durch zahlreiche Schenkungen und Käufe war das Kloster Georgenthal zu den bedeutendsten Grundbesitzern in Mittelthüringen aufgerückt. Auch in Dietendorf erwarb dieses Kloster umfangreichen Besitz. Gegenüber Dietendorf befand sich, durch die Apfelstädt getrennt, das Rittergut Altenhof in der Zinzendorfstraße. Dieses kam im Jahr 1306 in den Besitz der Herren von Wittern. Aufständische Bauern zerstörten um Ostern 1525 im Verlauf des Bauernkrieges diesen Rittersitz und auch das nahe Kloster Ichtershausen. Großen Einfluss übte auch die Stadt Erfurt auf ihre Umlandgemeinden aus, um das Waidmonopol zu sichern.
1575 wurde das Rittergut durch aufständische Bauern zerstört.
Die Wirren des Dreißigjährigen Krieges (1618–1648) brachten große Not über die Bewohner von Dietendorf. Die Menschen starben vor Hunger, und ihre Wohnhäuser wurden fast alle zerstört. So kann man davon ausgehen, dass fast alle Häuser ab der zweiten Hälfte des 17. Jahrhunderts neu errichtet wurden. Es entstand die heutige Siedlungsstruktur. Weitsichtige Ortseinwohner zogen damals (1667) einen wichtigen Schluss. Die mit vielen Holzteilen erbauten Häuser würden im Falle eines Brandes sehr schnell ein Raub der Flammen. Deshalb organisierten sie – wie urkundliche Hinweise belegen – eine Feuerbekämpfung. In dieser Zeit spielte auch der Anbau der Färbepflanze Waid in Dietendorf eine große Rolle. In über 300 Dörfern Thüringens wurde damals diese Pflanze gesät, geerntet und verarbeitet.
Zu Beginn des 18. Jahrhunderts begann eine für die Musikgeschichte erwähnenswerte Entwicklung mit den beiden Organisten und Komponisten Heinrich Nagel und Johann Peter Kellner. Der bekannte Flügelbauer Carl Bechstein verbrachte zu Beginn des 19. Jahrhunderts hier seine Kindheit und schulische Jugend und erwarb seine musikalische Bildung. Dietendorf und Neudietendorf gehörten zum Amt Wachsenburg, welches 1640 zum Herzogtum Sachsen-Gotha, ab 1672 zum Herzogtum Sachsen-Gotha-Altenburg und 1826 zum Herzogtum Sachsen-Coburg und Gotha kam.

### Die Entstehung von Neudietendorf und der Herrnhuter Brüdergemeine

#### Die Anfänge
Im Jahre 1734 erwarb Reichsgraf Gustav Adolf von Gotter das verwahrloste Lehnsgut Alte Hof (Zinzendorfstr. 16), das gegenüber Dietendorf am linken Apfelstädtufer lag. Graf Gotter besaß bereits im Nachbarort das Schloss Molsdorf und wollte seinen Einfluss in der Gegend durch den Zukauf von Ländereien vergrößern.
Er gründete 1736 auf dem Altenhof eine Textilmanufaktur. Obwohl der Aufbau der Wollmanufaktur rasch voranschritt und auch die Arbeitersiedlung von 12 Häusern im Jahre 1736 auf 26 Wohnhäuser in 1737 angewachsen war, misslang Gotters Plan: er konnte nicht rentabel genug produzieren und erhielt von der herzoglichen Finanzverwaltung auch keine Steuerbefreiung. Gotter drohte der Bankrott, und der Großteil seiner Arbeiter verließ bereits Neudietendorf. Die von ihm errichteten Häuser stehen heute noch in der Zinzendorfstraße vom ehemaligen Gasthof Drei Rosen bis zur heutigen Oberschule, dem ehemaligen Erdmuth-Dorotheen-Haus.
Von 1737 bis 1742 hatte Graf Gotter etwa 74 neue Ansiedler gezogen, wie aus einem Verzeichnis von 1742 hervorgeht.
In der finanziellen Schieflage half Gotter 1742 der Zufall: in Gotha machte er die Bekanntschaft von Herrnhutern, die im Herzogtum Gotha eine Niederlassung aufbauen wollten und auf der Suche nach einer passenden Immobilie waren. Sie traten mit Graf Gotter in Verhandlungen um den Verkauf des Rittergutes und der neuen Siedlung. Die Generalkonferenz (damalige Leitung der Brüdergemeine) erteilte die Genehmigung zum Abschluss eines Kaufvertrags zwischen Graf Gotter und dem Kaiserlichen Geheimrat und Grafen Promnitz, einem schlesischen Adeligen und Mitglied der Brüdergemeine, der am 10. Dezember 1742 unterzeichnet wurde. Friedrich war offensichtlich nur der Strohmann für die Herrnhuter Gemeine, die das Gut und die Siedlung für 20.000 Reichstaler mit allen dazugehörigen Rechten erwarb. Gotter versuchte noch, aus dem Verkauf Gewinn herauszuschlagen, was ihm aber nicht gelang, da seine missliche Lage den Käufern bereits bekannt war.
Die ersten Familien kamen aus Böhmen und Mähren und siedelten sich bereits im Januar 1743 an. Diese zehn Familien standen der Brüdergemeine nahe und gaben der Siedlung den Namen „Gnadenthal“. Der Name konnte jedoch aufgrund eines Einspruchs des Konsistoriums in Gotha nicht beibehalten werden, weil er „zu fromm“ war. Im Jahre 1806 erhielt aber die älteste Missionsstation in Südafrika den Namen „Gnadenthal“. Die Station erreichte eine derartige Bedeutung, dass Nelson Mandela, der erste nicht weiße Präsident Südafrikas, seinen Regierungssitz in „Gnadenthal“ umbenannte. Der Name „Gnadenthal“ ist dennoch aus dem Ort nicht verschwunden: Seit 1999 wird der Weg entlang des Friedhofs „Gnadenthaler Weg“ genannt.

#### Das Bemühen um kirchliche Selbständigkeit
Graf Gotter beantragte 1743 beim Gothaer Herzog Friedrich III. und dem kirchlichen Oberkonsistorium für die neue Ansiedlung das Patronatsrecht, d. h. einen eigenen Pfarrer und Lehrer zu berufen und außerhalb der geltenden Staats- und Kirchengesetze nach Art der Brüdergemeine eine eigene kirchliche Ordnung aufzubauen. Die kirchliche Selbständigkeit hatte man bereits für die Brüderorte Niesky, Gnadenfrei und Gnadenberg in Preußen erreicht. Das Patronatsrecht bedeutete in diesem Fall die Befreiung von den Kirchen- und Landesgesetzen. Das war jedoch im damaligen Herzogtum Gotha schier unmöglich, da Staat und Kirche quasi eine Einheit bildeten, die ein Durchbrechen dieser Ordnung als revolutionär ansah. So erhielten die Brüder am 11. Januar 1743 eine Ablehnung ihres Antrags. Die Herrnhuter konnten die bereits erbauten Häuser und die Manufaktur sofort übernehmen und im Gutshaus eine Kirche einrichten.
Nikolaus Ludwig von Zinzendorf, der Gründer der Herrnhuter Gemeine, weilte zu dieser Zeit in Amerika. Anfang 1743 kam er zurück und erfuhr von der Ansiedlung bei Dietendorf, die von Bischof Polycarp Müller noch unterstützt wurde. Mit Schreiben vom 1. März 1743 – er hatte von der ablehnenden Entscheidung der Gothaer Regierung noch keine Kenntnis – befahl er, dass die brüderischen Familien, die erst vor wenigen Wochen nach Neudietendorf gezogen waren, am 20./21. Mai 1743 den Alte Hof verlassen sollen. Zinzendorf wollte vermeiden, dass sich die Herrnhuter Bewegung zu einer neuen Kirche entwickelte und sah in der Neudietendorfer Ansiedlung die Gefahr einer Kirchenbildung. Zudem erkannte er als Jurist die Aussichtslosigkeit von Kirchenfreiheiten im streng lutherischen Herzogtum Gotha.

#### Die Wiederbesiedlung Neudietendorfs
Über die Situation der Neudietendorfer Brüdergemeine tagte vom 1. bis 12. Juli 1743 in Hirschberg eine Synode der Brüder. Man war sich darüber einig, dass eine Brüdergemeine nicht unbedingt kirchlich unabhängig sein müsste. Sie sollte nur den Geist der Gemeine in sich tragen, jedoch der Landeskirche angehören und dem Landeskonsistorium untergeordnet sein. Zinzendorf wünschte eine rein lutherische Brüdergemeine in Neudietendorf, die der Landeskirche angeschlossen ist, aber den Geist der Brüdergemeine trage. Das war das Signal für eine erneute Besiedlung Neudietendorfs. Im Oktober 1743 zählte man wieder 32 Personen.
Während der günstigen Weiterentwicklung der Neudietendorfer Gemeine traf im Juni 1747, für die Neudietendorfer völlig unerwartet, der herzogliche Befehl aus Gotha ein, dass
- Neudietendorf wie jede andere Kirchgemeinde des Landes organisiert werden soll,
- die herrnhutischen Versammlungen eingestellt werden,
- die öffentlichen Morgen- und Abendandachten vom Pfarrer gehalten werden müssen,
- das Herrnhuter Gesangbuch außer Kraft gesetzt wird,
- alle Kontakte zu Herrnhut eingestellt werden.

Man wandte sich an die stets vermittlungsbereite Herzogin, die jedoch auch nicht helfen konnte. Am 13. Januar 1748 wurden die Neudietendorfer aufgefordert, sich innerhalb von drei Monaten zu fügen oder den Ort zu verlassen. Die Bürger beugten sich nicht, sondern verließen im April 1748 den Ort. Zurück blieben nur der Gastwirt, der Pächter und der Inspektor der Gutshäuser. Vier Jahre war der Ort verlassen.

#### Neubesiedlung ab 1753
Zinzendorf richtete 1749 auf einer Konferenz in London den Blick wieder auf Neudietendorf. 1752 beauftragte er den Freiherrn Günther Urban Anton von Lüdecke, den damaligen Besitzer von Trebus und Ortsherrn von Niesky, das Neudietendorfer Rittergut zu kaufen und auch eine Verfügung zu unterschreiben, mit der er die Gemeinde der Gothaer Landesregierung mit all ihren Rechten und Verpflichtungen unterwarf. Der Herzog in Gotha hatte zu erkennen gegeben, dass die Neudietendorfer ihre besonderen brüderischen Versammlungen und Einrichtungen behalten könnten, wenn sie nur im Gottesdienst die bestehenden lutherischen Ordnungen anerkennen würden.
Neudietendorf erfuhr eine erneute Besiedlung. Der Ort bekam am 27. Oktober 1753 einen neuen Pfarrer: Johann Friedrich Frühauff. Frühauff war ehedem Hauslehrer des Generalsuperintendenten in Gotha und besaß das volle Vertrauen der Brüdergemeine, deren Mitglied er auch geworden ist. Zunächst predigte er vor nur zehn abendmahlsberechtigten Gemeindemitgliedern, konnte aber bald ob seiner guten Predigten so viele Gottesdienstbesucher zählen, dass der Kirchenraum nicht ausreichte.
Im Jahre 1755 besuchte Graf Nikolaus Ludwig von Zinzendorf (1700–1760) den Ort.
Der Rechtsboden für die Aktivitäten der Brüdergemeine wurde mit einer Konzession von Herzog Friedrich III. gelegt, der diese am 27. März 1764 unterzeichnete. Jetzt hatten die Einwohner gleiche Rechte wie die anderen Landesbewohner und konnten die Ordnungen der Brüdergemeine neben der gothaischen Kirchenordnung einführen und daran festhalten. Die Brüdergemeine war nun eine lutherische Kirchgemeinde der Landeskirche und gleichzeitig eine Brüdergemeine. Seitdem wird 1764 als Gründungsjahr der Neudietendorfer Brüdergemeine gerechnet. Man hatte 183 Mitglieder.
Neue Gewerbezweige wurden durch die eintreffenden Familien eröffnet. Es kam zur Gründung weiterer Manufakturen, der Aromatique-Fabrikation, Siegellackherstellung, Weberei und Färberei, Brauerei, Tischlerei und Schmieden. Das Brüder- und das Schwesternhaus wurde zum Ausgangspunkt der Gewerbetätigkeit.
Im Jahre 1780 konnte der Gasthof der Brüdergemeine den Besuch des Dichters Johann Wolfgang Goethe begrüßen.
Der heutige Kirchensaal wurde 1779/80 mit dem Pfarrhaus gebaut, 1784/86 das Schwesternhaus (heute Zinzendorfhaus).

### Eisenbahnanschluss und wirtschaftlicher Aufschwung
Im Jahr 1847 wurde der Ort an das Streckennetz der Thüringischen Eisenbahn angeschlossen. Für Waren aus Süd-, West- und Ostdeutschland stellte sich der Güterbahnhof als wichtiger Rangierplatz dar. Mit fortschreitendem Ausbau des Personen- und Güterbahnhofes als Eisenbahnknotenpunkt wandelte sich die soziale Struktur des Ortes. Neudietendorf wurde zu einem Industriestandort, der mit dem deutschen Post- und Telefonnetz (1899) in Verbindung kam.
Am 19. März 1849 wurde der Doppelcharakter der Brüdergemeine aufgehoben; sie gehörte nun nicht mehr der lutherischen Landeskirche an. Der Pfarrer war jedoch weiterhin für beide Kirchen zuständig, so wie es auch heute noch ist. Zum Kirchspiel Neudietendorf gehören heute die Kirchgemeinden Neudietendorf und Dietendorf. Der Pfarrer der Brüdergemeine ist auch für diese Kirchgemeinden zuständig.
Bedeutung erlangte Neudietendorf auch als Schulort. Eine höhere Mädchenschule (heute Gymnasium), eine Haushaltsschule und später die erste Thüringer Bauernhochschule prägten das geistig-kulturelle Leben. Neudietendorf zog Persönlichkeiten wie den Schriftsteller Prof. Herman Anders Krüger (1871–1945), die Schriftstellerinnen Frieda von Bülow und Margarethe von Bülow sowie Ärzte und Wissenschaftler an.

### Zweiter Weltkrieg (1939–1945)
Während des Zweiten Weltkrieges mussten seit 1940 20 Frauen und Männer aus Tschechien, 32 Personen aus der Ukraine und 24 Militärinternierte aus Italien auf dem Güterbahnhof, auf dem Kirchengut, in einer Gärtnerei, bei Bauern und in der Bahnhofsgaststätte Zwangsarbeit leisten.
Am Ende des Krieges hatten am 5. April 1945 Truppen der 3. US-Armee von der Autobahn kommend bereits Neudietendorf erreicht. Sie zogen sich nach Anrücken einer Waffen-SS-Einheit mit fünf Panzern wieder nach Apfelstädt und Großrettbach zurück. Am 7. April kam es zu Gefechten zwischen Wehrmacht und Volkssturm sowie US-Truppen zwischen Apfelstädt und Neudietendorf, bei denen es Verluste auf beiden Seiten gab. Danach begann der Beschuss Neudietendorfs durch amerikanische Panzer- und Artillerie-Einheiten, mit Höhepunkt in der Nacht vom 8. zum 9. April 1945. 80 Häuser wurden zerstört oder beschädigt. Granaten zerstörten auch das Dach des Kirchensaales der Brüdergemeine. Der amerikanische Bodenangriff auf Neudietendorf begann dann am Morgen des 10. April, der hartnäckige deutsche Widerstand wurde bis zum Abend gebrochen. Am 12. April richtete der Stab der 80. US-Division sein Quartier im Hotel und Gasthof der Brüdergemeine ein. Dort kam es am gleichen Tag zu einem Treffen des US-Oberbefehlshabers Eisenhower mit seinen Generälen Patton und Bradley, auf dem wahrscheinlich die weiteren Angriffsoperationen in Thüringen besprochen wurden.

### Seit 1945
Der Ort wurde, wie ganz Thüringen, Anfang Juli 1945 von der US-Besatzungsmacht an die Rote Armee übergeben. Damit war Neudietendorf Teil der SBZ und ab 1949 der DDR. Entsprechend machte es alle damit verbundenen gesellschaftlichen Entwicklungen mit. Schon kurze Zeit nach Kriegsende wurde im Ort eine Pädagogische Fachschule eingerichtet.
Zur DDR-Zeit wurde in Ortsmitte das „Haus der Werktätigen“ erbaut. Dazu enteignete man die Besitzer der dortigen Gartenanlagen. Das großflächige, architektonisch anspruchslose Gebäude mit Restauration gehörte dem Rat des Kreises Erfurt-Land. Dieser hielt dort seine Zusammenkünfte und Feiern ab, wie auch die MfS-Dienststelle Erfurt-Land, die Volkspolizei und andere Behörden und Organisationen. Das Restaurant stand aber auch der Öffentlichkeit zur Verfügung. Nach 1990 wurde das Gebäude nicht mehr genutzt, um das Jahr 2000 wurde es abgerissen. Vorher hatte die Bevölkerung Gelegenheit, sich noch brauchbares Inventar zu holen.
Die heutige Gestalt der beiden Teile Neudietendorfs hat sich aus der Zusammenlegung von Dietendorf und Neudietendorf im Jahre 1933 sowie dem Anschluss von Kornhochheim 1974 ergeben. Seit dem 1. Dezember 2009 ist Neudietendorf, zusammen mit Apfelstädt, Gamstädt, Ingersleben, Kleinrettbach und Kornhochheim Teil der zum gleichen Datum neu entstandenen Gemeinde Nesse-Apfelstädt.

### Einwohnerentwicklung
Entwicklung der Einwohnerzahl (31. Dezember, einschließlich des damaligen Ortsteils Kornhochheim):
| - 1994: 2704 - 1995: 2805 - 1996: 2871 - 1997: 2965 | - 1998: 3097 - 1999: 3132 - 2000: 3178 - 2001: 3128 | - 2002: 3086 - 2003: 3073 - 2004: 3077 - 2005: 3058 | - 2007: 3021 - 2008: 2990 |

Datenquelle: Thüringer Landesamt für Statistik

## Politik

### Ortschaftsrat
Der Ortschaftsrat von Neudietendorf (Ortsteile Neudietendorf und Kornhochheim) setzt sich aus 10 Ortschaftsräten zusammen.
- CDU: 4 Sitze (38,5 %)
- FW: 3 Sitze (28,4 %)
- SPD: 2 Sitze (20,3 %)
- Die Linke: 1 Sitz (12,8 %)

(Stand: Kommunalwahl am 25. Mai 2014)

### Ortschaftsbürgermeister
Bei der Kommunalwahl am 25. Mai 2014 setzte sich kein Bewerber im ersten Wahlgang durch: Werner Holbein (CDU) 32,3 %, Andreas Schreeg (SPD) 41,7 %, Hans-Ulrich Greiner (FW Neudietendorf) 26,0 %. In der Stichwahl am 8. Juni 2014 setzte sich Andreas Schreeg (SPD) mit 80,7 % gegen Werner Holbein (CDU) mit 19,3 % durch und wurde damit zum neuen Ortschaftsbürgermeister von Neudietendorf gewählt.
Am 26. Mai 2019 gelang Schreeg mit 95,9 % die Wiederwahl.

### Wappen
Das Wappen wurde am 24. Februar 1939 genehmigt.
Blasonierung: „In Silber ein Bauer in blauer Tracht mit einer Hacke in der rechten Hand. Die Linke stützt sich auf einen Baumstumpf, an dem ein roter Schild mit einem goldenen Weberschiffchen steht.“
Das Wappen und das Siegelsymbol weisen auf die Vorherrschaft von Landwirtschaft, Waidanbau und Weberei in der Gemeinde hin. Mit diesem 1939 geschaffenen Wappen wurde das bisherige, der heilige Christophorus, ungültig. Als erstes Siegel hat der Schultheiß von Neudietendorf sein Privatsiegel 1845 benutzt. Später stellte eine Getreidegarbe das Symbol dar.

## Kultur und Sehenswürdigkeiten

### Dorfmühlen in Dietendorf

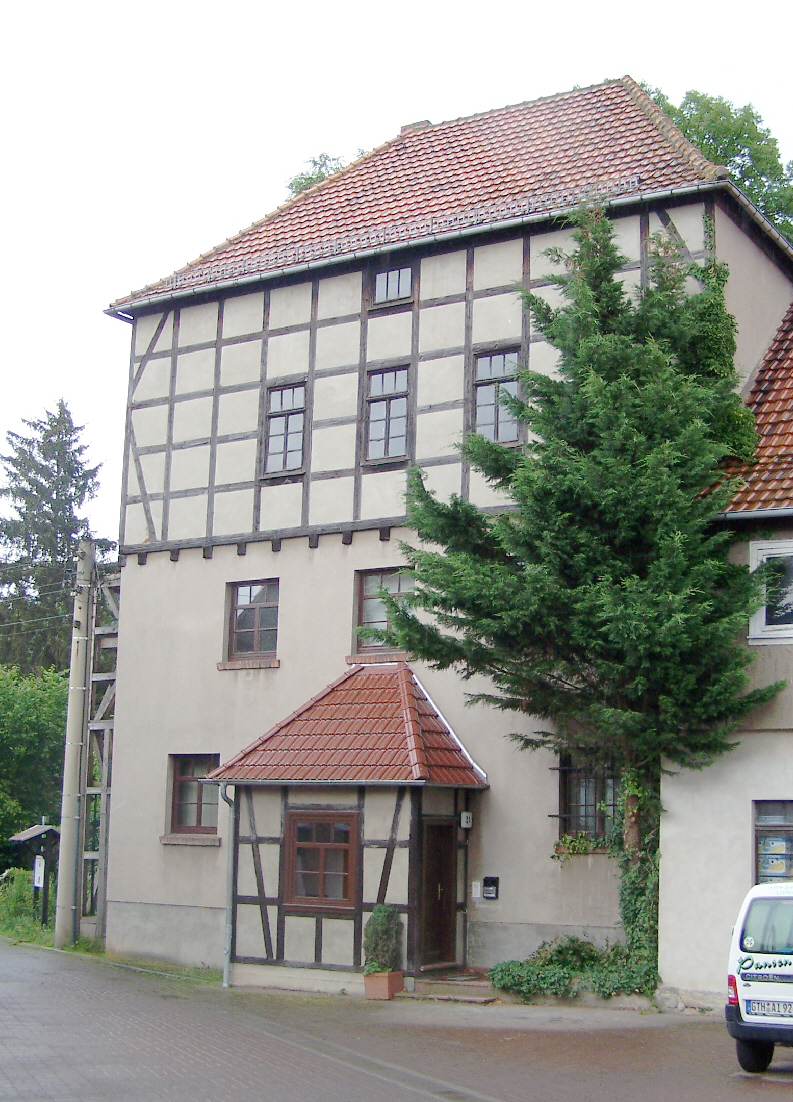
Die Untermühle

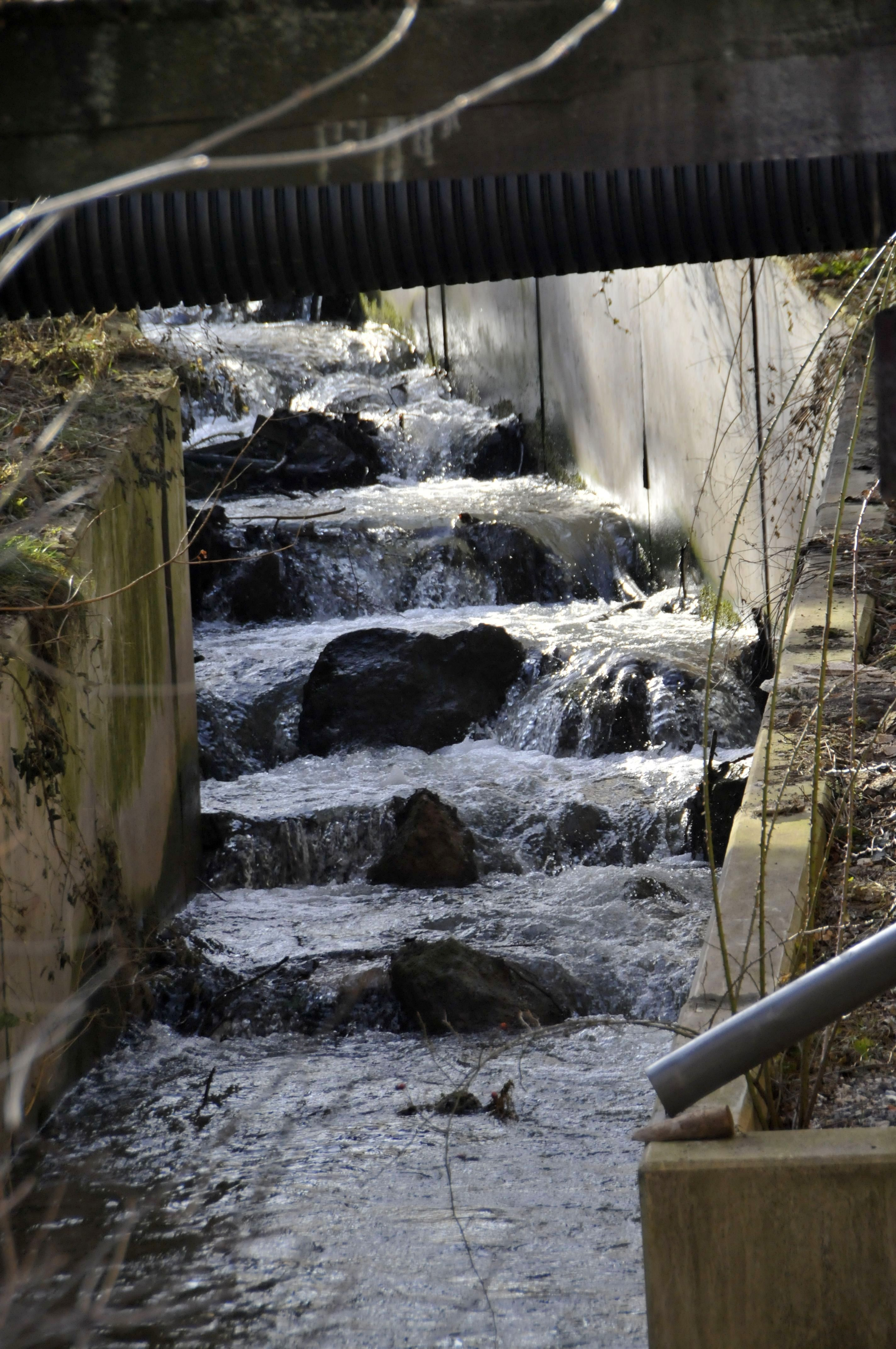
Fischtreppe an der Untermühle

Der Ort Dietendorf verfügte seit dem Mittelalter über zwei Mahlmühlen: die Bergmühle am westlichen Ortsrand und die Untermühle in der Unterstraße. Bereits im Einkünfteverzeichnis der Thüringer Landgrafen von 1378 wurde eine „Mühl“ in Dietendorf erwähnt. Eine weitere Mühle, die Klemmsmühle, wurde 1839–41 von Johann Gottlieb Klemm erbaut. Sie befindet sich an der Grenze zu den Gemarkungen Apfelstädt und Sülzenbrücken, wo der Weidbach auf das Gebiet von Neudietendorf kommt.
Zum Antrieb der Mühlen wurde der Weidbach genutzt. Die erforderlichen Wassernutzungsrechte wurden von den Landesherren vergeben, die Zuteilung des Mühlwassers erfolgte nach einem abgestimmten Plan, um die bereits am Oberlauf in dichter Folge angelegten Mühlen gerecht mit Wasser versorgen zu können. Mit Hilfe von Wehren und Speicherbecken konnte auch noch in der regenarmen Zeit Wasser verteilt werden.
Der Hauptzufluss des Weidbachs, der Mühlberger Spring, besitzt eine stark schwankende Wasserführung. Die Versorgung der Dietendorfer Mühlen aus den Mühlgräben des Nachbarortes Apfelstädt war zwischen beiden Dörfern genau geregelt, entsprechende Unterlagen finden sich seit dem Jahr 1484. Der Weidbach teilt sich etwa 400 m unterhalb der Klemmsmühle in zwei Arme, von denen einer kurz vor dem Feuerwehrgelände in die Apfelstädt mündet. Der andere Arm teilt sich nach Unterquerung der Kornhochheimer Straße wiederum in zwei Arme, von denen der nördliche die Untermühle speist, der südliche „ungenutzt“ weiterfließt. Beide Bäche münden etwa 600 und 700 m unterhalb der Untermühle in die Apfelstädt. Dieser Fluss wurde spätestens seit dem 16. Jahrhundert als Flößwasser von der Stadt Erfurt in Anspruch genommen, deshalb sollten keine Mühlen mehr an der Apfelstädt betrieben werden.
Im Müllerhandwerk galten Regelungen, die es auch Frauen (Witwen) gestatteten, die Mühle betreiben zu dürfen. Beispielsweise tritt Frau Anna Catharina Koch 1715 als Eigentümerin der Untermühle in Erscheinung. Zu den Regelungen gehörte auch der sogenannte „Mühlenzwang“, der jedem Bauern die zugehörige Mühle vorschrieb. Auch in Orten ohne Mühle galt dieses Nutzungs- und Verteilungsrecht.
Fielen Mühlen durch Brand, Hochwasser oder andere Umstände aus, griffen Sonderregelungen in Absprache mit der Obrigkeit, denn die Benutzung der Mahlmühlen war auch mit Steuereinnahmen verkoppelt.
Neben dem Verlust des täglichen Brotes kam der Verlust der Verdienstgrundlagen hinzu. So geschah es bei einem verheerenden Hochwasser im Dezember 1753. Die Dietendorfer Mühlen konnten längere Zeit nicht benutzt werden, und zudem wurden die eingelagerten Getreidevorräte durch die Wassermassen vernichtet.
Die Mühlgräben und Wehre bedurften regelmäßiger Wartung und Reparaturen. Hierzu waren die Zuständigkeiten zwischen den Mühlenpächtern oder -inhabern und den Gemeinden klar geregelt.

### Dietendorf

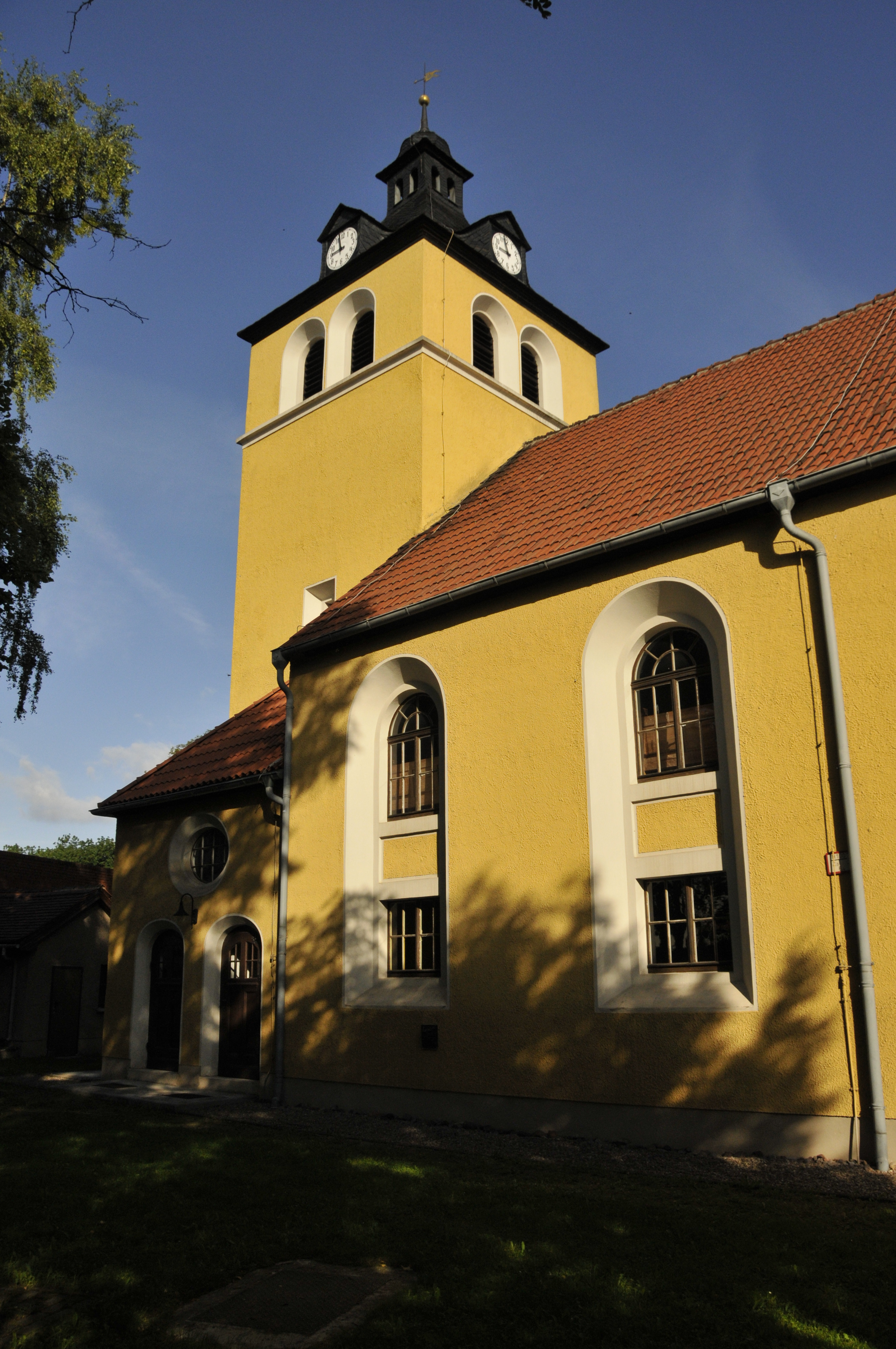
St.-Johannis-Kirche in Dietendorf

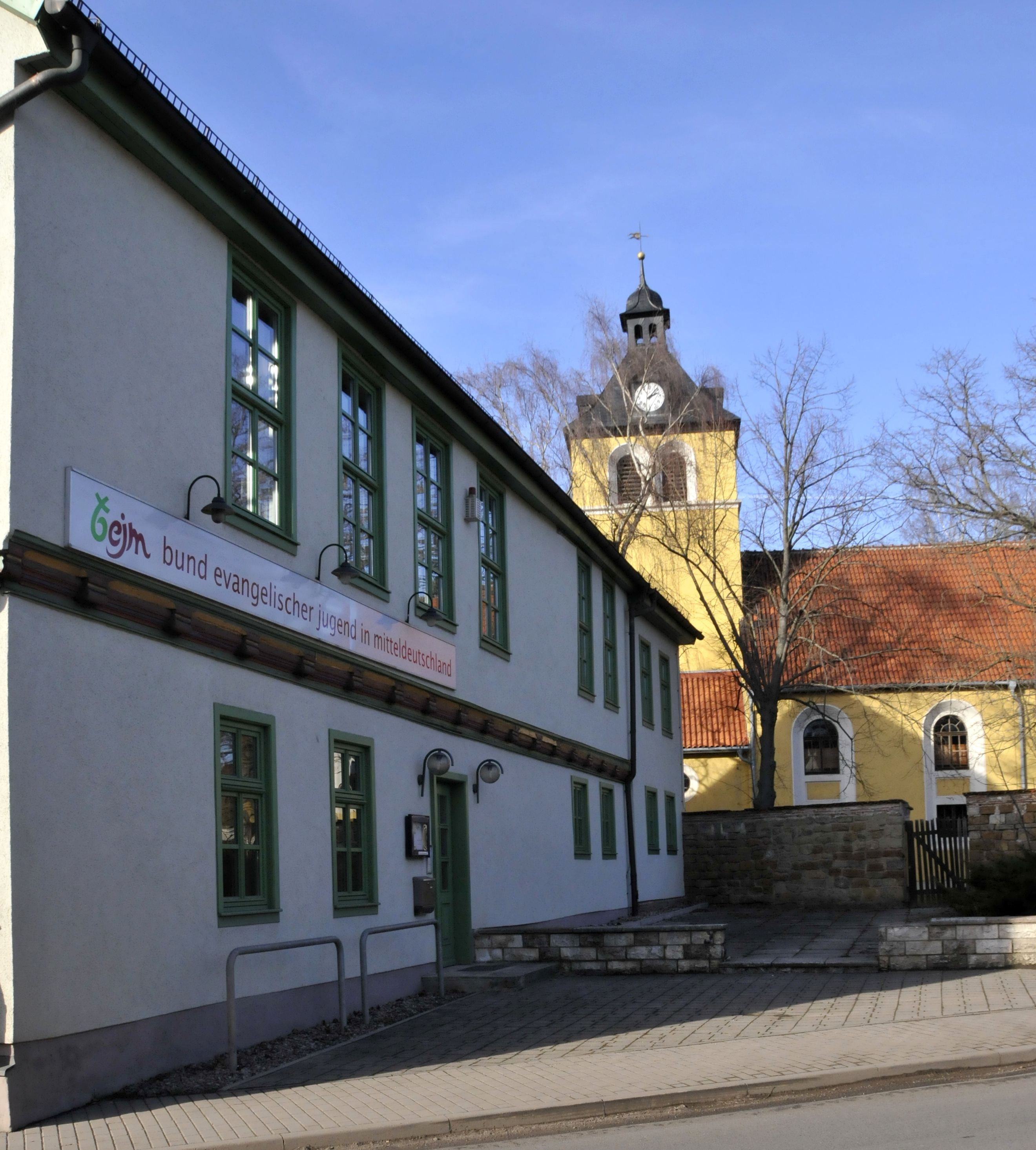
„Kirchschule“

Die St.-Johannis-Kirche im Ortsteil Dietendorf südlich der Apfelstädt steht anstelle eines gotischen Vorgängerbaus.
Südlich der Kirche steht die sogenannte Kirchschule, ein etwa 300 Jahre altes stattliches Gebäude in barockem Baustil. Vermutlich war es ehemals der Sitz der Gerichts- und Ortsherrschaft. Heute ist hier der Sitz des „bund evangelischer jugend in mitteldeutschland“.

### Kirchensaal der Herrnhuter Brüdergemeine (Brüderkirche)

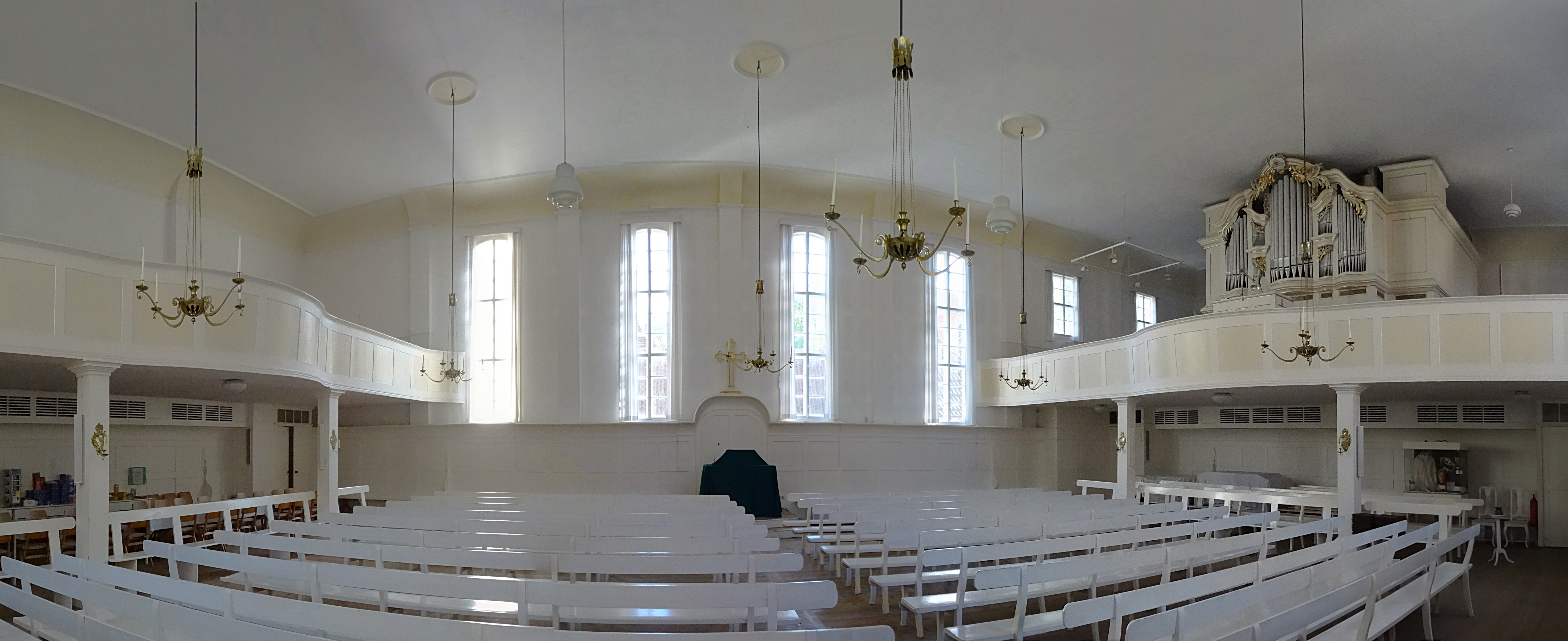
Innenraum-Panorama der Brüderkirche

Der 1780 errichtete Kirchensaal der Brüderkirche der Herrnhuter Brüdergemeine in der Kirchstraße ist der größte Kirchensaal in Neudietendorf.

### Der Ortskern

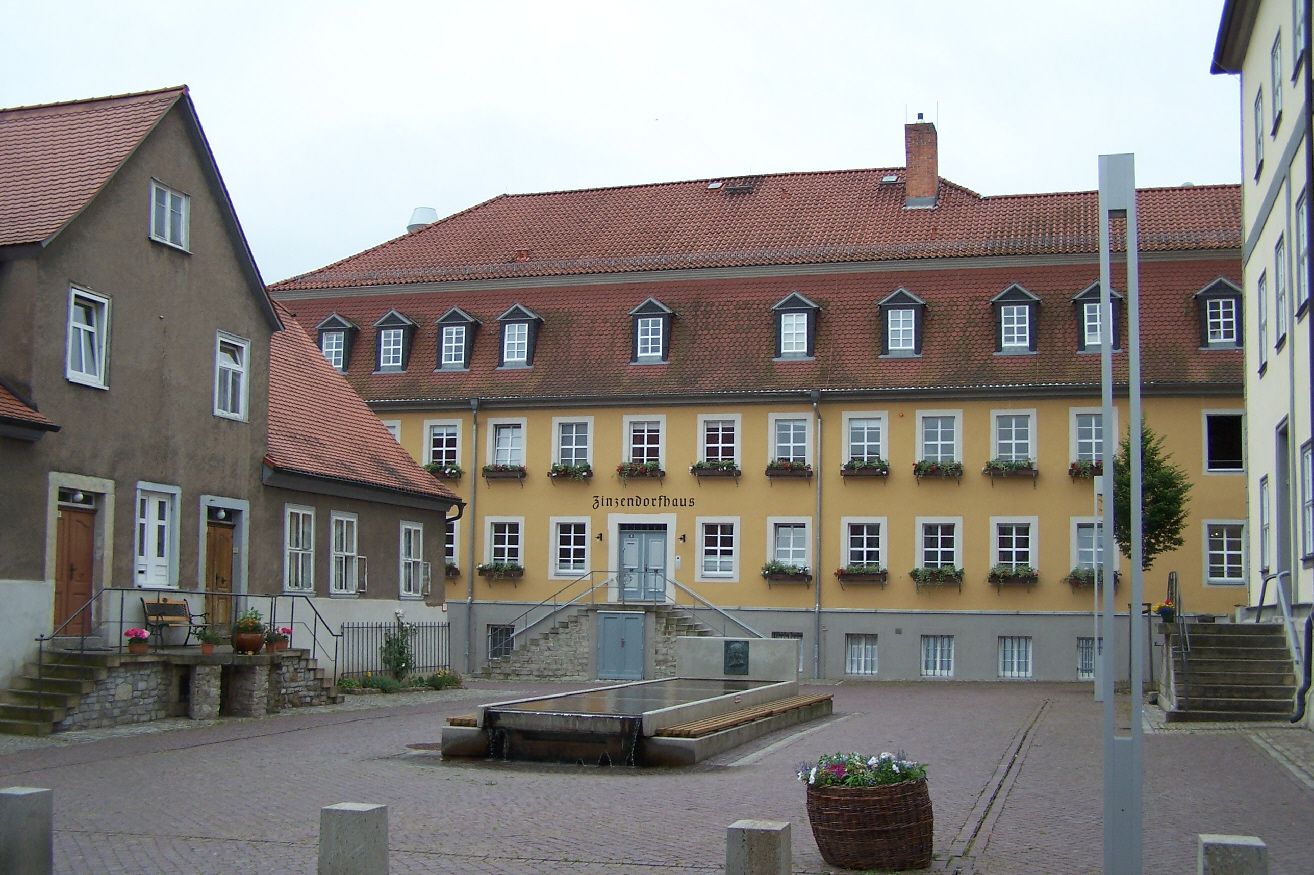
Der Zinzendorfplatz

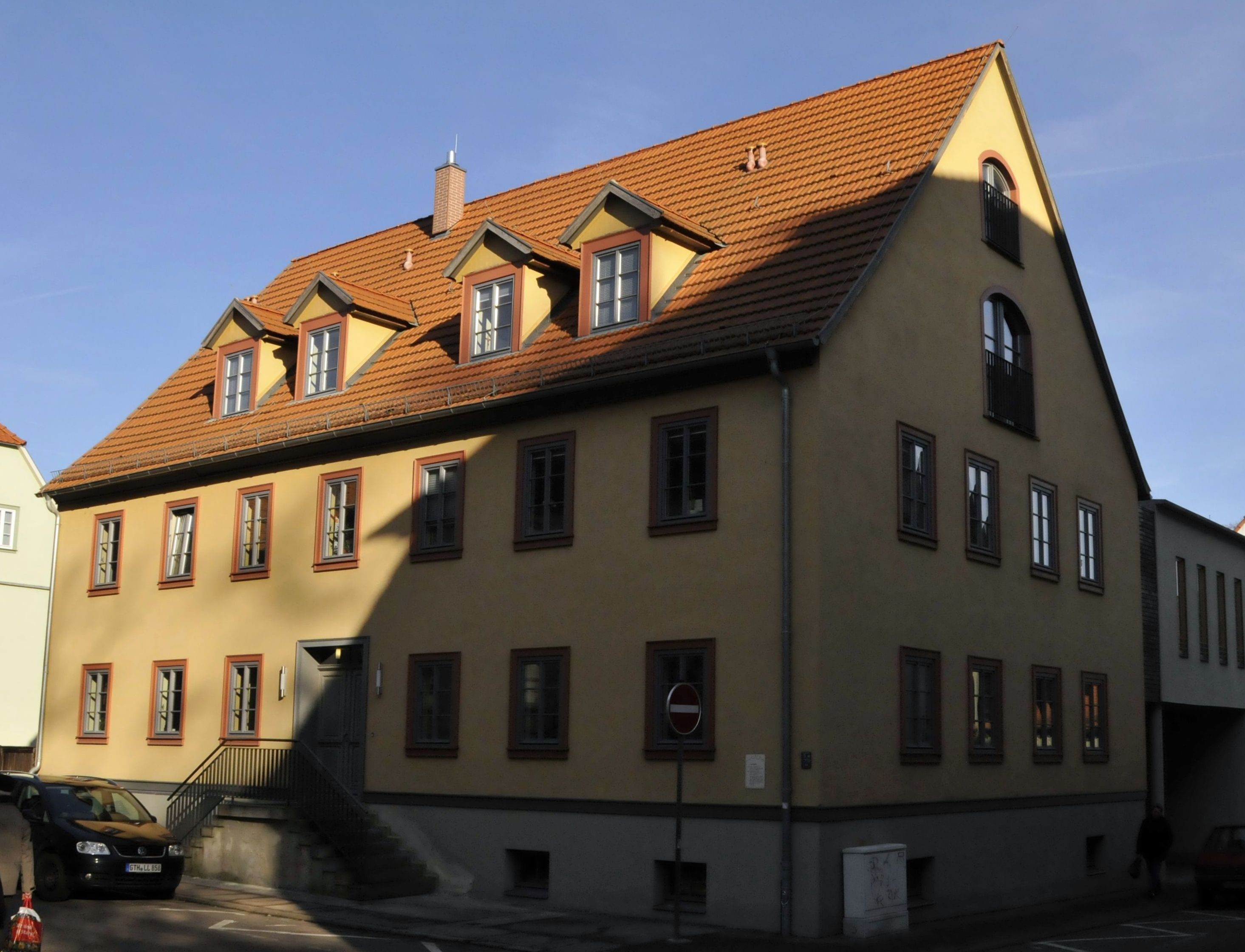
Alte Apotheke

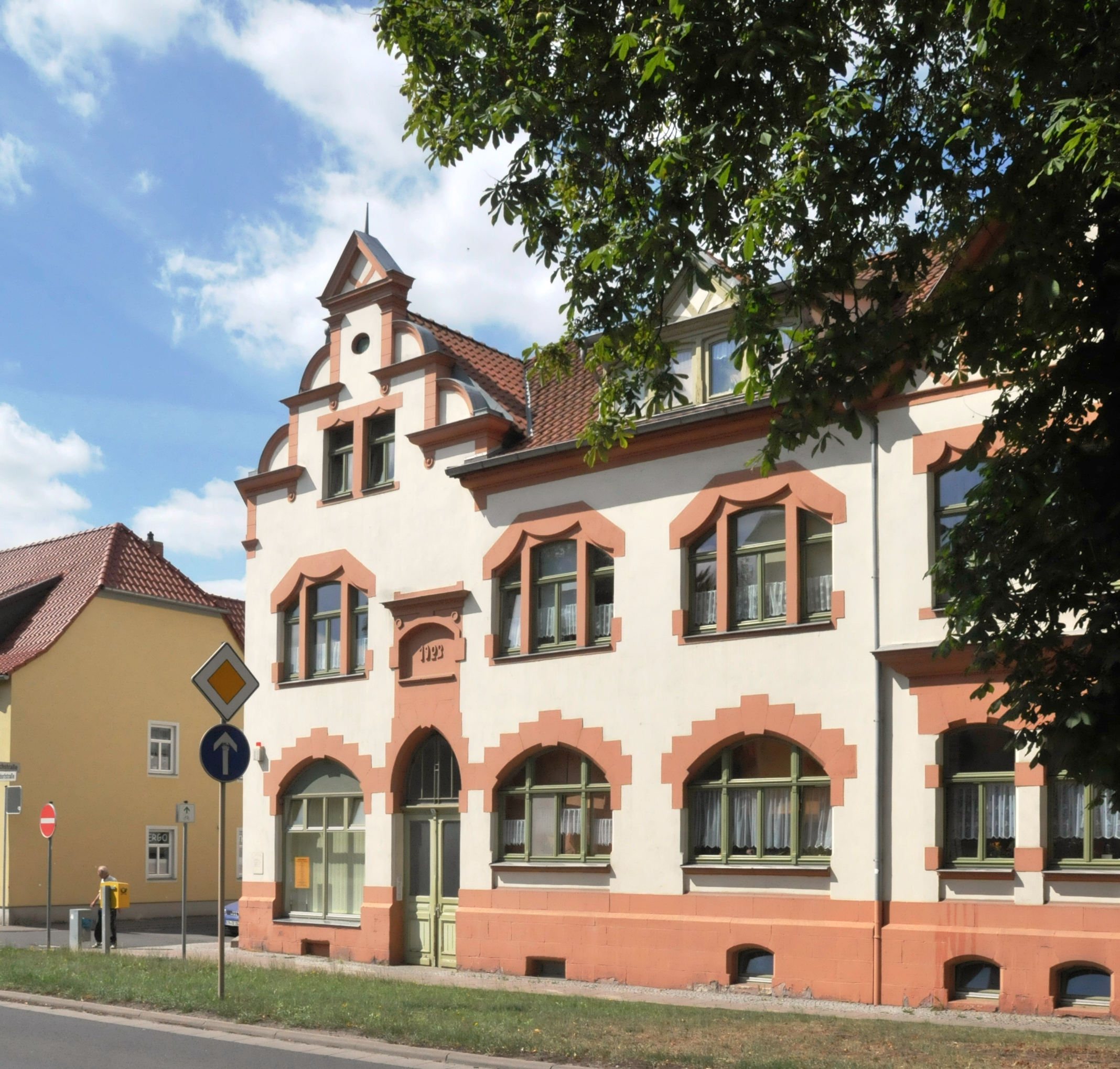
Ehem. Chorhaus (Ecke Zinzendorf-/Kirchstraße), heute (2016) Seniorenbegegnungszentrum

Die Gestaltung des brüderischen Ortskerns von Neudietendorf spiegelt ihre Konzeption wider: Die Häuser haben durchgehende Fassaden und sind um den zentralen Zinzendorfplatz gebaut. In vielen anderen brüderisch angelegten Orten hat der Platz eine noch zentralere Bedeutung. Sie wird oft durch einen Brunnen in der Mitte des Platzes unterstrichen, als symbolischer Hinweis auf Jesus Christus als die Quelle des Lebens. In Neudietendorf stand an der Stelle eines früheren Brunnens ein Zinzendorfgedenkstein des Heimatkünstlers Johannes Meissel. Der Gedenkstein wurde 2007 durch einen betonierten Wassertisch mit nächtlicher LED-Beleuchtung ersetzt. Der „Kopf“ des Wassertisches trägt ein Relief von Nikolaus Ludwig von Zinzendorf.
Typisch für die brüderische Architektur sind auch die Freitreppen in der Bahnhofstraße, am Kirchsaal und am Zinzendorfhaus sowie die barocke Dachgestaltung als Mansarde. Die Zinzendorfstraße ist die älteste Häuserzeile in Neudietendorf. Am Dachreiter des Hauses der Pension „Alter Hof“ ist heute noch zu erkennen, wo sich der erste Kirchsaal befand. Unmittelbar vor dieser Häuserzeile verlief das Flüsschen Apfelstädt, bevor es begradigt wurde. Neben den Wohnhäusern sind auch die „Chorhäuser“ zu erwähnen, Unterkünfte für die nach sozialen Aspekten eingeteilten Gruppen der Brüdergemeine („Chöre“). So ist das Zinzendorfhaus früher das „Schwesternhaus“ gewesen und dient heute als Sitz der Tagungs- und Begegnungsstätte Zinzendorfhaus Neudietendorf und des Evangelischen Zentrums mit u. a. der Evangelischen Akademie Thüringen. Natürlich gehörten auch Handwerksbetriebe und Geschäfte, ein Gasthof, Schule, Kindergarten und Apotheke zum Gemeinleben.
Die alte Apotheke wurde 1778 als Wohnhaus von Nicolaus Jacob Lilliendahl, dem Gründer der Siegellackfabrik gebaut (ebenfalls 1778 errichtet). 1788 wurde in diesem Haus die schon seit 1772 gegründete Apotheke eingerichtet. Überörtliche Bedeutung erlangte die Apotheke unter dem Apotheker Christian Theodor Lappe (1802–1882), der die Produktion des Neudietendorfer Magenbitters Aromatique begründete.
So sieht man in der Kirchstraße den schieferverkleideten Kranaufzug der ehemaligen Siegellackfabrik. Sie wurde von Nicolaus Jacob Lilliendahl (1738–1805) als Fabrik mit Herrschaftshaus im Jahre 1778 erbaut. Die Produktion der Lacke erfolgte bis 1985 nach der Originaltechnologie. Bis 1996 wurde das Haus als Wohnhaus benutzt, wobei seit 1990 schrittweise Instandsetzungsarbeiten vorgenommen wurden. Seit dem 15. Dezember 1998 befindet sich der evangelische Kindergarten „Die Arche“ im Gebäude.
Das heutige Bürgerhaus in der Zinzendorfstraße war das Hotel und Gasthof der Brüdergemeine „Drei Rosen“. Das heutige staatliche Gymnasium, das ehemalige „Erdmuthe-Dorotheen-Haus“ war das frühere Internat. Der heutige Kindergarten in der Trägerschaft der ev.-luth. Kirchgemeinden Neudietendorfs hat sich aus den „Kinderbewahranstalten“ entwickelt, einem Arbeitszweig der im Schwesternhaus lebenden Schwestern. Die Apotheke, die 1772 die herzogliche Konzession für das Betreiben erhielt, befand sich an der Ecke der Kirch- und Bahnhofstraße.

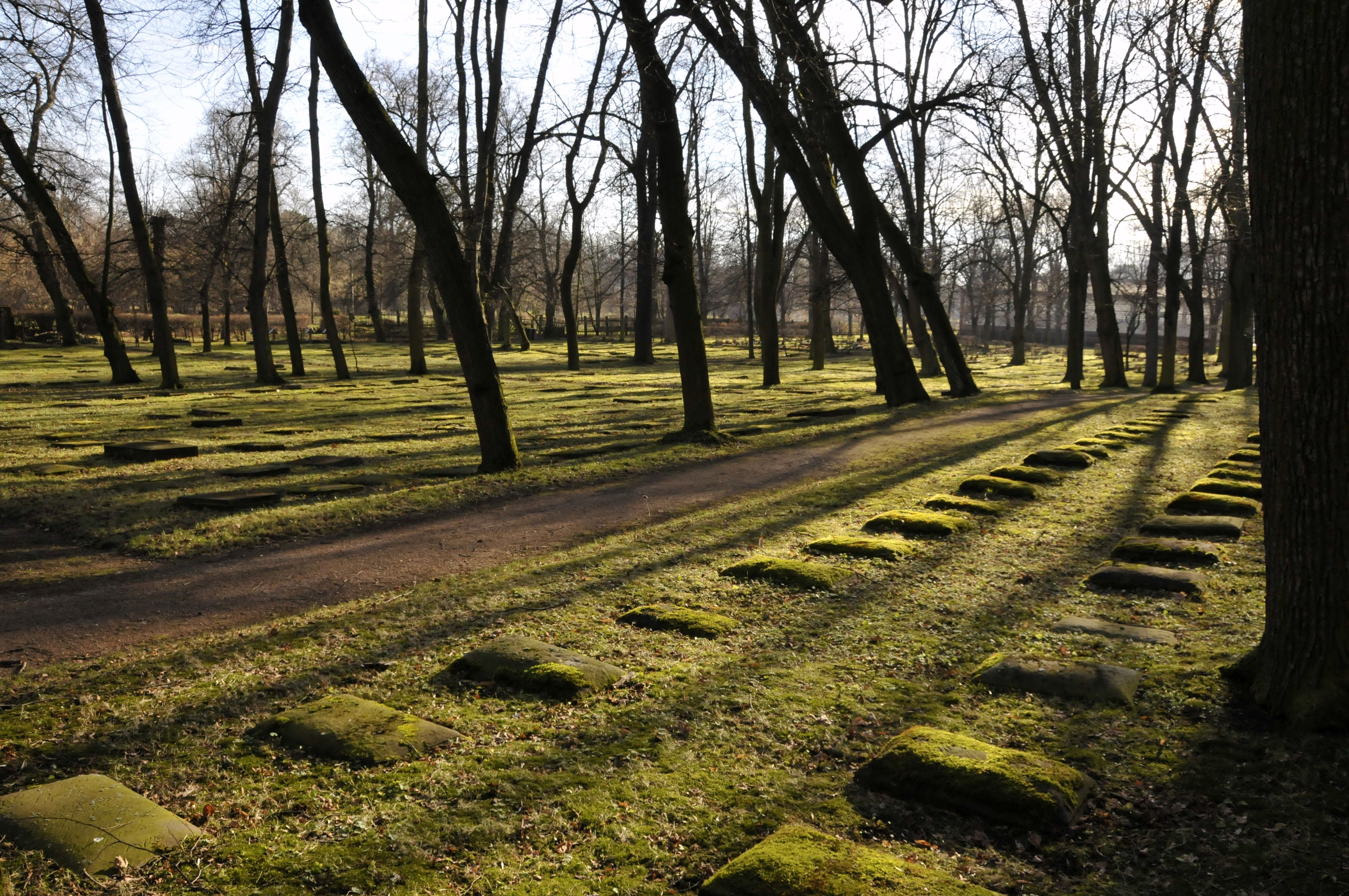
Der Herrnhuter Friedhof – eine steinerne Chronik

Nicht weit davon entfernt befindet sich der unter Denkmalschutz stehende „Gottesacker“ der Brüdergemeine. Der Friedhof wurde 1743 mit der Ansiedlung der böhmischen und mährischen Familien der Brüdergemeine angelegt, das älteste noch erhaltene Grab ist von 1743 und erinnert an das Gemeindemitglied Elisabeth Keller.
Der Gottesacker soll in seiner Schlichtheit ein Zeugnis der christlichen Gemeinde sein, daher ist jedes Grab gleichartig und hat einen einfachen liegenden Stein mit den Lebensdaten und einem Bibelspruch.
Tatsächlich werden die Bestattungsvorschriften bis heute befolgt: alle Gräber des Friedhofs sind schlicht und gleichartig gestaltet, sie werden in dichter Reihung ebenerdig im Rasen angeordnet. Die Gräber werden in chronologischer Folge angelegt, auch trennt man Brüder- und Schwester-Gräber, es gibt keine Familiengräber. Zudem bleiben alle Gräber erhalten, es werden auch keine Bestattungen ausgegraben, folglich waren zwei Erweiterungen in den Jahren 1765 und 1827 zur Vergrößerung der Anlage erforderlich. Die Reserveflächen wurden zwischenzeitlich durch Hecken und neue Wege begrenzt, Baumpflanzungen bieten Schatten und Schutz vor Regen, heute weist der Friedhof rund 2.100 Grabstellen auf und wird weiterhin als christlicher Friedhof genutzt.
Als geschütztes Kulturdenkmal im Landkreis Gotha ist die „Krügervilla“ in der Bergstraße 9 ausgewiesen. Der 1995 gegründete „Verein Prof. Herman A. Krüger e. V.“ (Krügerverein) bewahrt das Erbe von Prof. Herman Anders Krüger. Krüger war Literaturwissenschaftler, Autor, Bibliothekar, Hochschullehrer und thüringischer Politiker (DDP) und ist in Neudietendorf gestorben. Der Verein führt sein soziales Engagement weiter, unterstützt Mitmenschen in sozialen Nöten und bietet sinnvolle, gemeinnützige Tätigkeit an.

## Wirtschaft und Infrastruktur

### Wirtschaft
1828 war der Beginn der Produktion des Magenbitter-Likörs „Aromatique“ durch den Apotheker Christian Theodor Lappe.

### Verkehr

#### Straße
Neudietendorf liegt an der Landesstraße L 1044, 2,7 km von der gleichnamigen Autobahnabfahrt A 4/E 40 entfernt. Die Landstraße, von Arnstadt über Ichtershausen kommend, führt weiter über Kleinrettbach und Gamstädt, wo die B 7 zwischen Erfurt und Gotha gekreuzt wird, weiter über Zimmernsupra nach Norden.

#### ÖPNV
In Neudietendorf zweigt die Bahnstrecke Neudietendorf–Ritschenhausen von der Thüringer Bahn ab. Zugverbindungen bestehen vom Bahnhof Neudietendorf per Regionalbahn nach Eisenach, Leipzig, (Halle), Meiningen, Saalfeld und Ilmenau, an Wochenenden sowie an Feiertagen zum Bahnhof Rennsteig sowie per Regional-Express nach Würzburg, Göttingen, Gera, Greiz, Erfurt und Glauchau (Sachs). Die Gemeinde gehört zum Gebiet des Verkehrsverbunds Mittelthüringen.

### Öffentliche Einrichtungen
In Neudietendorf haben die Evangelische Akademie Thüringen sowie der Landesverband Thüringen des Paritätischen Wohlfahrtsverbandes ihren Sitz.

### Bildung

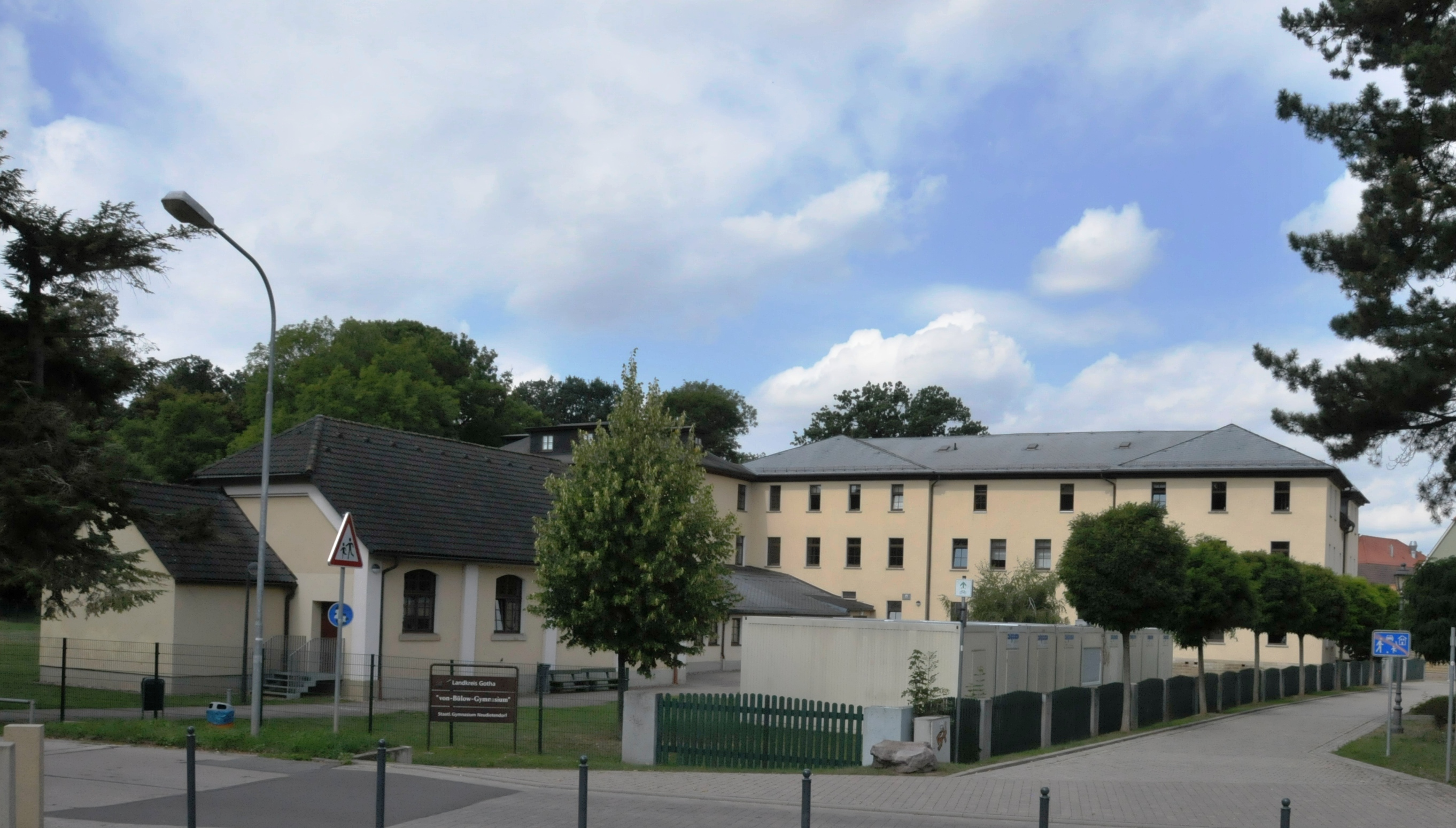
Das von-Bülow-Gymnasium

Mit der Grund- und Regelschule „Prof. Herman Anders Krüger“ und dem „von-Bülow-Gymnasium“ bildet Neudietendorf das Zentrum der schulischen Bildung auch für die umliegenden Gemeinden. Die Regelschule wurde nach Sanierung mit 900.000 Euro im Januar 2010 wieder ihrer Bestimmung übergeben.
Das heutige von-Bülow-Gymnasium hieß bis 1997 Erdmuth-Dorotheen-Haus (EDH) und wurde 1861 als höhere Mädchenschule (Lyzeum) der Herrnhuter Brüdergemeine eröffnet. Nach 1945 war das Haus ein Lehrerbildungs-Institut, später eine Einrichtung der Erweiterten Oberschule (EOS) mit Internat für beide Geschlechter. Seit 1990 dient es als Jungen- und Mädchen-Gymnasium und wurde 1997 nach den Geschwistern Frieda und Margarethe von Bülow benannt, die hier zur Schule gegangen sind.

## Persönlichkeiten

### Söhne und Töchter des Ortes
- Friedrich van Calker (1790–1870), Philosoph
- Otto Ciliax (1891–1964), Marineoffizier, Schiffskommandant, Admiral im Zweiten Weltkrieg
- Walter Freytag (1899–1959), evangelischer Theologe
- Georg Heinrich Gottlieb Jahr (1801–1875), Homöopath, starb in Brüssel
- Albrecht Jungk (1929–2024), Agrikulturchemiker
- Johannes Meissel (1888–1969), Maler und Grafiker
- Wolfgang Nissen (1925–2008), Generalarzt der Bundeswehr
- Arthur Rose (1891–1974), Maler und Fotograf, der „Maler des Alten Thüringen“
- Carl Rudolph (1817–1881), Philosoph und Astronom, starb in Washington, D.C.

### Persönlichkeiten, die vor Ort gewirkt haben
- Carl Bechstein (1826–1900), Klavierbauer, verbrachte Kindheit und Schuljahre in Neudietendorf
- Frieda von Bülow (1857–1909), Schriftstellerin, besuchte in Neudietendorf die Schule
- Margarethe von Bülow (1860–1884), Schriftstellerin, besuchte in Neudietendorf die Schule
- Gustav Adolf von Gotter (1692–1762), Diplomat, Kunstsammler und Freimaurer, zeitweiliger Besitzer des Rittergutes
- Konrad Kleinschmidt (1768–1832), Missionar, wuchs in Dietendorf auf
- August Köhler (1821–1879), Gothaer Kindergartenpädagoge, wuchs in Dietendorf auf
- Herman Anders Krüger (1871–1945), Literaturwissenschaftler, verbrachte seine letzten Lebensjahre in Neudietendorf
- Ferdinand Sauerbruch (1875–1951), Chirurg, kurzzeitig als Landarzt in Neudietendorf
- Peter Tobaben (1905–1972), Politiker (Deutsche Partei, später CDU), erhielt in Neudietendorf eine Ausbildung
- Heinrich Rudolf Wullschlägel (1805–1864), Geistlicher der Herrnhuter Brüdergemeine
- Rudolf Zießler (1934–2015), Kunsthistoriker, 1991–99 Landeskonservator Thüringen, wohnhaft gewesen in Neudietendorf

## Sonstiges
In Neudietendorf und Auma wurden 1912 die beiden ersten Thüringer Selbstwählvermittlungsanlagen für den Fernsprechverkehr (zunächst nur Ortsnetz) in Betrieb genommen.